# Симферопольский бульвар
Симферо́польский бульва́р (название утверждено в 1965 году, до этого Центральная, Котловская) — улица на границе Южного (район Нагорный) и Юго-Западного (район Зюзино) административных округов города Москвы. Проходит от Нахимовского до Балаклавского проспекта. Является продолжением Симферопольского проезда и, в свою очередь, переходит в Чертановскую улицу.
Пересекает Фруктовую и Болотниковскую улицы, Чонгарский и Черноморский бульвары. Справа примыкают Сивашская улица и практически исчезнувшие 4-я линия Варшавского шоссе и Внутренний проезд.
Нумерация домов ведётся от Нахимовского проспекта.

## Происхождение названия
Назван в 1965 году по городу Симферополю в связи с расположением на юге Москвы среди улиц, носящих названия по географическим объектам юга России и Украины. Прежнее название — Котловская улица, по селу Верхние Котлы, в направлении которого шла улица.

## История
В 1936—1937 годах около деревни Волхонка возник Коломенский посёлок для рабочих Завода им. Сталина. В 1937 году по Центральной улице посёлка провели трамвайную линию в центр Москвы. В 1940 построили кинотеатр-клуб (Филиал ДК ЗИЛ) и школу (сохранились). В 1951 году Центральную улицу переименовали в Котловскую и построили новые дома. В 1956 году был реконструирован Москворецкий рынок, сохранившийся на углу с Болотниковской улицей. При застройке в 1962—1965 годах нового района, получившего название «Волхонка-ЗИЛ», улицу продлили на юг и в 1965 году переименовали в Симферопольский бульвар, так как согласно утвержденному ранее плану развития района, в дальнейшем планировалось перенести трамвайные пути по бокам, а в центре высадить деревья. В полном смысле бульвара так и не сделали, поскольку между полосами движения до сих пор проходит трамвайная линия.

## Примечательные здания и сооружения
По нечётной стороне:
- № 7A — Посольство Гвинеи-Бисау в России (офис 49-50); посольство Сомали (офис 145);
- № 11 — Москворецкий рынок
- № 15, корп. 2, 3 — стоматологическая поликлиника № 24
- № 17, корп. 1 — жилой дом, стоматологическая клиника «Дента-Эль»
- № 23А — школа № 1862, здание № 4 (ранее школа № 546)
- № 25 — универсам «Пятёрочка», «Магнит-косметик»
- № 29 корп. 1 — жилой дом, стоматологическая клиника «Май», аптека «Живы здоровы», установка окон.
- № 29 корп. 3 — жилой дом, отделение Райффайзенбанка, салон красоты
- № 29 корп. 4 — школа № 1862, здание № 6 (ранее детский сад № 2469)
- № 35, корп. 1 — жилой дом. Здесь жил реставратор Савва Ямщиков[3].
- № 37, корп. 2 — универсам «Пятёрочка»

По чётной стороне:
- № 2гс1 — Спецприемник № 1 для содержания лиц, арестованных в административном порядке Главного управления Министерства внутренних дел России по г. Москве
- № 4 — Бывший Дом культуры и кинотеатр поселка «ЗиС» (был построен в 1938 году, архитекторы Виктор Калмыков и Борис Иофан), затем кинотеатр и филиал № 1 Дворца культуры АМО «ЗиЛ», ныне Досуговый центр в районе Зюзино, универсам «Дикси»
- № 10, корп. 1 — библиотека Дворца культуры АМО ЗИЛ
- № 16, стр. 1 — ДЕЗ района Зюзино, управление социальной защиты населения района Зюзино, Ресторан «Русское подворье»
- № 20 — Второй московский кадетский корпус МЧС
- № 22 — «СМ-клиника»
- № 22, корп. 1 — отделение Почты России № 117452, бар «Крафтъ 22», универсам «Вкусвилл»
- № 22 корп. 2 — ресторан «Колбасофф», универсам «Верный»
- № 22, корп. 3 — супермаркет «Азбука вкуса»
- № 24 — жилой дом. Здесь жил философ Александр Зиновьев[4].
- № 24, корп. 1 — жилой дом, на первом этаже которого находится Библиотека № 196
- № 24, корп. 3 — жилой дом, на первом этаже которого находится помещение Московского городского комитета КПРФ.

## Транспорт

### Станцииметро
- - «Нахимовский проспект» — в 400 метрах от начала бульвара.
  - «Каховская» и «Севастопольская» — в 300 метрах от пересечения с Чонгарским бульваром.
  - «Чертановская» — в конце бульвара.

### Трамваи
| 1:  | Чертаново Южное • Чертановская • Каховская • Москворецкий рынок                                                      |
| 3:  | Чертановская • Каховская • Нагатинская • Верхние Котлы • Тульская • Павелецкий вокзал • Новокузнецкая • Чистые пруды |
| 16: | Чертаново Южное • Чертановская • Каховская • Нагатинская • Верхние Котлы • Даниловская мануфактура                   |

«→» — остановки проходятся только при движении в прямом направлении; «←» — остановки проходятся только при движении в обратном направлении.

### Автобусы
| 922:  | Большая Юшуньская улица • Каховская • Чертановская • Южная • Красный Маяк |
| с929: | Южная • Пражская • Чертановская • Варшавская • Нагорная |
| с977: | Битцевская аллея • Чертановская • Каховская • Зюзино • Ясенево |
| н8:   | Остафьевская улица • Бульвар Адмирала Ушакова • Бульвар Дмитрия Донского • Аннино • Улица Академика Янгеля • Чертановская • Каховская • Нагатинская • Верхние Котлы • Тульская • Добрынинская • Павелецкий вокзал • Новокузнецкая • Китай-город |

«→» — остановки проходятся только при движении в прямом направлении; «←» — остановки проходятся только при движении в обратном направлении.